# Cabudare
Cabudare es una ciudad venezolana, capital del Municipio Palavecino en el Estado Lara, en la Región Centroccidental de Venezuela. Forma parte del Área metropolitana de Barquisimeto y fue fundada el 27 de enero de 1817.Cabudare cuenta con el Centro Comercial Traki más grande de Venezuela y es sede del Estadio Metropolitano de Lara, la Universidad Fermín Toro y la Universidad Yacambú, además de importantes centros de salud, como la Clínica IDB Cabudare y el Hospital Internacional de Barquisimeto.

## Ubicación
Cabudare se ubica entre el del Valle del Turbio, al norte y el parque nacional Terepaima al sur, lo que ha incidido notablemente en el desarrollo de la actividad agrícola de alto impacto, al considerarse que el suelo sobre el que se asienta la población es de tipo 1, siendo altamente aprovechable para cultivos que requieren altas cantidades de recursos hídricos y nutrientes. Esta área está clasificada como uno de los más importantes acuíferos del país; estando en los actuales momentos su condición en grave peligro, debido a la inactividad agrícola y al peso que recae en la expansión urbana.
Ha sido tradicional el cultivo de caña de azúcar en la región, extendiéndose hacia el sur, hacia los valles que componen el paso a los llanos de Portuguesa.
Así mismo, la cría y faenado de ganado bovino, así como la industria del cuero, han sido elementos claves en el desarrollo económico del área.

### Vialidad
La arteria principal es la Av. Intercomunal Barquisimeto-Acarigua, que conecta la Troncal 01 (Autopista Dr. Rafael Caldera) con la Troncal 04 (Tramo Cabudare-Acarigua). De la misma forma, la Parroquia Agua Viva se halla conectada con Cabudare y con Barquisimeto por la Av. Hermano Nectario María —Conocida como la Ribereña, por su tránsito frente a las márgenes del río Turbio—.
Cabudare es un paso obligado para toda clase de mercancías que se transportan desde los llanos del sur de Venezuela hacia el norte y noroccidente del país; por esta razón existe un eje ferroviario conectado al ferrocarril Barquisimeto-Puerto Cabello que une el emplazamiento agroindustrial de Turén con la terminal en Yaritagua, en el que atraviesa los sectores agrícolas del municipio Palavecino de Coco 'e mono y El Palaciero.

### Situación actual
Cabudare presenta en la actualidad uno de los mayores crecimientos urbanísticos de Venezuela, impulsado por el auge de su actividad comercial y habitacional. La ciudad cuenta con una amplia cantidad de urbanizaciones y barrios, que concentran una población numerosa y en constante expansión.
No obstante, este crecimiento no ha estado exento de desafíos en materia de planificación urbana. Diversos sectores de la población han señalado deficiencias en el mantenimiento y recuperación de espacios públicos, atribuidas en parte a la falta de continuidad en las gestiones municipales. Esta situación ha llevado a la percepción de cierto deterioro o "abandono" en áreas clave del municipio, cuya mejora requiere tanto del compromiso institucional como de la participación activa de la ciudadanía.
En respuesta a estas necesidades, se han emprendido diversos planes de urbanismo y reacondicionamiento, entre los que destacan la ampliación de la avenida Ribereña, intervenciones en el centro histórico de Cabudare y mejoras viales, como parte de un proyecto integral de humanización del municipio.
Cabudare tiene en la actualidad 76 120 habitantes convirtiéndola en la segunda parroquia más poblada de Palavecino después de la parroquia José Gregorio Bastidas que tiene 85 156 habitantes.
Cabudare se ha considerado durante muchos años como una suerte de ciudad dormitorio de Barquisimeto, dado su auge principalmente residencial, si bien ha tenido un desarrollo comercial considerable y un cierto desarrollo industrial. No obstante, aún no puede considerarse como tal debido a su tamaño reducido en comparación con el de su ciudad vecina Barquisimeto.

## Cultura y sociedad
Actualmente, la población promedio de Cabudare no es nativa del lugar, ya que forma parte del sur de Barquisimeto. La gran mayoría de sus habitantes provienen de las zonas este, oeste o centro de la ciudad. Además, cuenta con pequeños porcentajes de pobladores originarios de ciudades cercanas a Barquisimeto —como Acarigua, San Carlos, Guanare y San Felipe—, así como de varios pueblos de los estados Lara, Portuguesa y Yaracuy.
Cabudare es asiento de la única edificación del estado Lara galardonada con el Premio Nacional de Arquitectura de Venezuela: Clínica IDB Cabudare, diseño del arquitecto Gustavo Sánchez Muñoz. Esta obra obtuvo en 2019 el Gran Premio de la XIII Bienal organizada por el Colegio de Arquitectos de Venezuela.
El Miércoles Santo acostumbran en Cabudare preparar una enramada y arcos al lado del cementerio, donde se reúnen cantores con instrumentos de cuerdas (cuatro y cinco) para entonar salves y tonos al paso de Jesús Nazareno. Los cabudareños son muy aficionados a los toros coleados, carreras de cintas y demás atracciones de carácter popular que se programan en las fiestas patronales.
Manifestaciones tradicionales
- Velorios de Cruz (primeros días del mes de mayo)
- Velorio y Tamunangue a San Antonio de Padua (12 y 13 de junio)
- Día de Cabudare (27 de enero)
- Procesión de Santa Bárbara

## Salud y Asistencia Social
Los centros asistenciales públicos son:
- Ambulatorio de Cabudare Don Felipe Ponte: calle 7 Av. Bolívar. Urb. Las Mercedes
- Ambulatorio de Agua Viva: Av. Bolívar. Sector Agua Viva
- C.D.I. Dorotea Navas: Av. La Montañita. Urb. El Recreo
- C.D.I. Agua Viva: Av. Terepaima. Sector La Cruz
- C.D.I. y S.R.I. La Estancia, Calle principal con Ppal Sanjón Colorado Entrada Urb. La Estancia.

Los centros asistenciales privados son:
- Clínica IDB Cabudare: Av. Intercomunal.
- Policlínica Cabudare: calle Vicente Amengual C/calle Guillermo Alvizu.
- Centro Médico Los Pinos: Av. ppal de La Mata entre calles 7 y 8.
- Hospital Internacional: avenida Intercomunal, antigua Clínica Lara.
- Centro de Especialidades Médicas Cabudare: Av. Presbítero Daniel Vizcaya (Av. la Mata) esquina calle San Rafael, Residencias Marcor, P.B.

También existe una unidad ambulatoria de la Cruz Roja Internacional ubicada en la Urb. El Trigal, en la parroquia José Gregorio Bastidas.

## Educación y Universidades
La educación en el municipio Palavecino corresponde en un 70% a la administración nacional, siendo las principales escuelas el Liceo Jacinto Lara, Liceo Bolivariano Maestro Santiago José Sánchez Carucí, U.E.B Creación Palavecino y U.E.B Omaira Sequera Salas.

### Universidades
- Universidad Centroccidental Lisandro Alvarado (Decanatos de Agronomía y Veterinaria)
- Universidad Fermín Toro
- Universidad Yacambú